# Beplantning
En beplantning er en kunstigt skabt vegetation. I princippet kunne både græsplæner og blomsterbede kaldes beplantninger, men i praksis bruges ordet næsten udelukkende om grupper af træer eller buske. Beplantningen kan være meget gennemtænkt og stramt komponeret med vægt på det kunstneriske, eller den kan være lavet på grundlag af, hvad man kunne skaffe af planter.
Beplantning står i modsætning til bevoksning, der er navnet på en selvgroet gruppe planter. En uplejet og forsømt beplantning vil på et eller andet tidspunkt være blevet så tilgroet med selvsåede planter, at den bør kaldes en bevoksning. Det modsatte (nemlig at en naturlig bevoksning lægges under intensiv pleje) finder også sted, men der er næppe nogen, der ville finde på at kalde den en beplantning – ligegyldig hvor friserede planterne er blevet.

## Eksterne links
- Egeskov slotshaver